# Finesse
«Finesse» (с англ. — «Лоск») — песня американского певца Бруно Марса с его третьего студийного альбома 24K Magic (2016). 4 января 2018 года её ремикс при участии американской рэп-певицы Cardi B был издан на лейбле Atlantic Records для цифровых магазинов и стриминговых служб в качестве 4-го сингла с альбома в мировых чартах (и пятого в Австралии). Ремикс получил положительные отзывы ещё до релиза.

## История
Оригинальная версия песни достигла позиции № 199 во французском хит-параде SNEP в 2016 году. Однако большую известность получил ремикс, вышедший 4 января 2018 года при участии американской рэп-певицы Cardi B.
После первой полной недели, «Finesse» достиг позиции № 3 в Hot 100, став для Бруно Марса его 15-м, а для Cardi B её 4-м синглом в Top-10 (Hot 100). Песня также дебютировала на позиции № 1 в чарте Streaming Songs с показателем 38,3 млн стримов в США (повышение на 342 % после предыдущей недели). Марс также повторил рекорд Hot 100, став вторым мужчиной солистом (послеe Lionel Richie) и шестым исполнителем (с учётом групп и певиц), имевшим по три сингла в десятке лучших top-10 с каждого из его первых трёх студийных альбомов. В ту же неделю, Cardi B поставила исторический рекорд, став первой женщиной солисткой, сумевшей одновременно занимать три позиции в десятке лучших Top-10 американского хит-парада Hot 100 три недели подряд.

## Музыкальное видео
Видеоклип для ремикса «Finesse» был впервые показан 4 января 2018 года и поставлен Бруно Марсом и режиссёром Florent Dechard, продюсерская фирма Media Magik Entertainment. Видео отдает дань уважения музыкальной теме из популярного комедийного сериала In Living Color, выходившего с 1990 по 1994 годы на канале FOX. За первые два дня видео собрало 13 млн просмотров. В нём в качестве танцоров участвуют Phil Tayag, Danielle Polanco, Bianca Brewton, TJ Lewis и Ysabelle Capitulé.

## Позиции в чартах

### Еженедельные чарты
| Чарт (2018)                           | Высшая позиция |
| ------------------------------------- | -------------- |
| Argentina Anglo (Monitor Latino)      | 5              |
| Australia (ARIA)                      | 6              |
| Австрия (Ö3 Austria Top 40)           | 30             |
| Бельгия/Фландрия (Ultratop 50)        | 8              |
| Бельгия/Валлония (Ultratop 50)        | 16             |
| Bolivia (Monitor Latino)              | 10             |
| Канада (Billboard Canadian Hot 100)   | 3              |
| Colombia (National Report)            | 20             |
| Croatia (HRT)                         | 1              |
| Чехия (Singles Digitál Top 100)       | 47             |
| Denmark (Tracklisten)                 | 14             |
| El Salvador (Monitor Latino)          | 8              |
| Финляндия (Suomen virallinen lista)   | 18             |
| Франция (SNEP) · Solo version         | 13             |
| Германия (GfK) · Solo version         | 31             |
| Венгрия (Single Top 40)               | 21             |
| Венгрия (Stream Top 40)               | 11             |
| Ireland (IRMA)                        | 5              |
| Израиль (Media Forest)                | 1              |
| Italy (FIMI)                          | 62             |
| Япония (Billboard Japan Hot 100)      | 17             |
| Latvia (Latvijas Top 40)              | 5              |
| Malaysia (RIM)                        | 12             |
| Mexico (Billboard)                    | 20             |
| Нидерланды (Dutch Top 40)             | 9              |
| Нидерланды (Single Top 100)           | 9              |
| New Zealand (Recorded Music NZ)       | 2              |
| Norway (VG-lista)                     | 24             |
| Португалия (AFP)                      | 8              |
| Шотландия (OCC Scotland)              | 16             |
| Словакия (Singles Digitál Top 100)    | 41             |
| Испания (PROMUSICAE) · Solo version   | 6              |
| Sweden (Sverigetopplistan)            | 14             |
| Швейцария (Schweizer Hitparade)       | 29             |
| Великобритания (OCC UK Singles)       | 5              |
| США (Billboard Hot 100)               | 3              |
| США (Billboard Adult Pop Airplay)     | 11             |
| США (Billboard Dance Club Songs)      | 3              |
| США (Billboard Hot R&B/Hip-Hop Songs) | 1              |
| США (Billboard Pop Airplay)           | 8              |
| США (Billboard Rhythmic)              | 1              |
| Venezuela (National Report)           | 53             |

## Сертификации
| Регион | Сертификация  | Продажи   |
| --- | ------------- | --------- |
| Австралия (ARIA) | Золотой       | 35 000    |
| Новая Зеландия (RMNZ) | Платиновый    | 30 000    |
| Великобритания (BPI) | 2× Платиновый | 1 200 000 |
| * Данные о продажах приведены только на основе сертификации. ^ Данные о тиражах приведены только на основе сертификации. |               |           |